# Сульприцио, Нунцио
Святой Ну́нцио (Ну́нций) Сульпри́цио (итал. Nunzio Sulprizio, 13 апреля 1817[…], Пескосансонеско, Абруцци — 5 мая 1836[…], Неаполь) — итальянский католик из Пескары, ученик кузнеца. Был известен как мягкий и благочестивый человек.
Беатифицирован в конце 1963 года после признания двух чудес (исцелений), приписываемых его заступничеству. Канонизирован 14 октября 2018 года папой Франциском.

## Биография
Родился 13 апреля 1817 года в Пескосансонеско, во время сильного голода, в семье Доменико Сульприцио из Пополи и Росы Лучани. Был назван в честь своего деда по отцовской линии, умершего за 14 лет до его рождения.  
Его отец умер в июле 1820 года, а в декабре того же года умерла и его младшая сестра Доменика. В 1822 году его мать вышла замуж за престарелого господина ради финансовой поддержки. Отчим невзлюбил Сульприцио и жёстко с ним обращался. Мальчик был близок с матерью и бабушкой по материнской линии. Начав ходить в школу, посетил мессу и решил следовать Его примеру и примеру святых. 
Его мать умерла в марте 1823 года, и шестилетнего Сульприцио отправили жить к его бабушке Анне Росарии Лучани дель Росси. Она была неграмотной, но глубоко верующей женщиной, которая регулярно водила внука на мессы. Она скончалась в апреле 1826 года, после чего его дядя — кузнец Доменико Лучани — взял его в ученики. Его дядя был с ним суров и часто морил голодом, чтобы дисциплинировать или преподать урок. Он послал Сульприцио с поручениями и избивал племянника, если был недоволен качеством его работы, которая была слишком тяжёлой для ребёнка. Зимой 1831 года Сульприцио сильно заболел, после того как дядя отправил его на склоны Рокка-Тальята за припасами. Он был сильно истощён, у него опухла нога, и он слёг в постель с сильным жаром. На следующее утро он не смог встать: на ноге у него развилась гангрена. Его дядя был равнодушен к страданиям племянника. С апреля по июнь лежал в больнице в Л’Акуиле, а затем был переведён в Неаполь. Сульприцио переносил боль стойко и молился Богу.
Во время болезни Сульприцио встретил своего дядю по отцовской линии, солдата Франческо Сульприцио, который в 1832 году познакомил его с однополчанином — полковником Феличе Вохингером, который стал ему как отец. Будущий святой Гаэтано Эррико пообещал принять юношу в свой религиозный орден, когда придёт время. В июне 1832 года Вохингер устроил его в Ospedale degli Incurabili для дальнейшего лечения. В то время он с энтузиазмом готовился к Первому Причастию и ездил на процедуры на остров Искья.

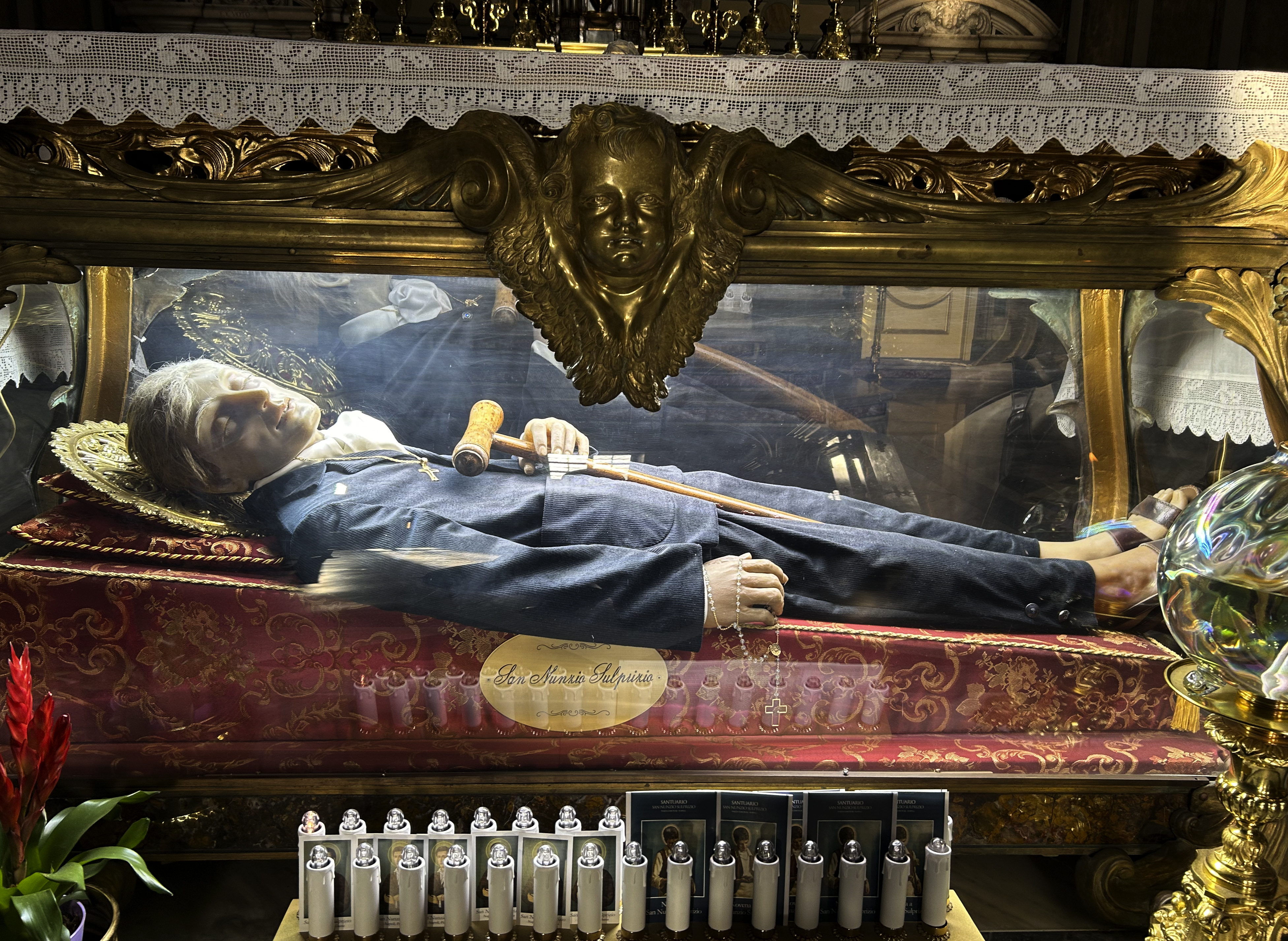
Саркофаг с телом святого Нунцио Сульприцио под главным алтарём церкви Сан-Доменико Сориано в Неаполе.

В 1835 году врачам пришлось ампутировать ему ногу, но боль не ушла. Его состояние сильно ухудшилось в марте 1836 года, когда у него развилась лихорадка. Он продолжал уповать на Бога и прекрасно осознавал, что конец близок. 
В день своей смерти, 5 мая 1836 года, Сульприцио попросил принести ему распятие и позвать духовника. Его мощи находятся в церкви Сан-Доменико Сориано в Неаполе.

## Почитание

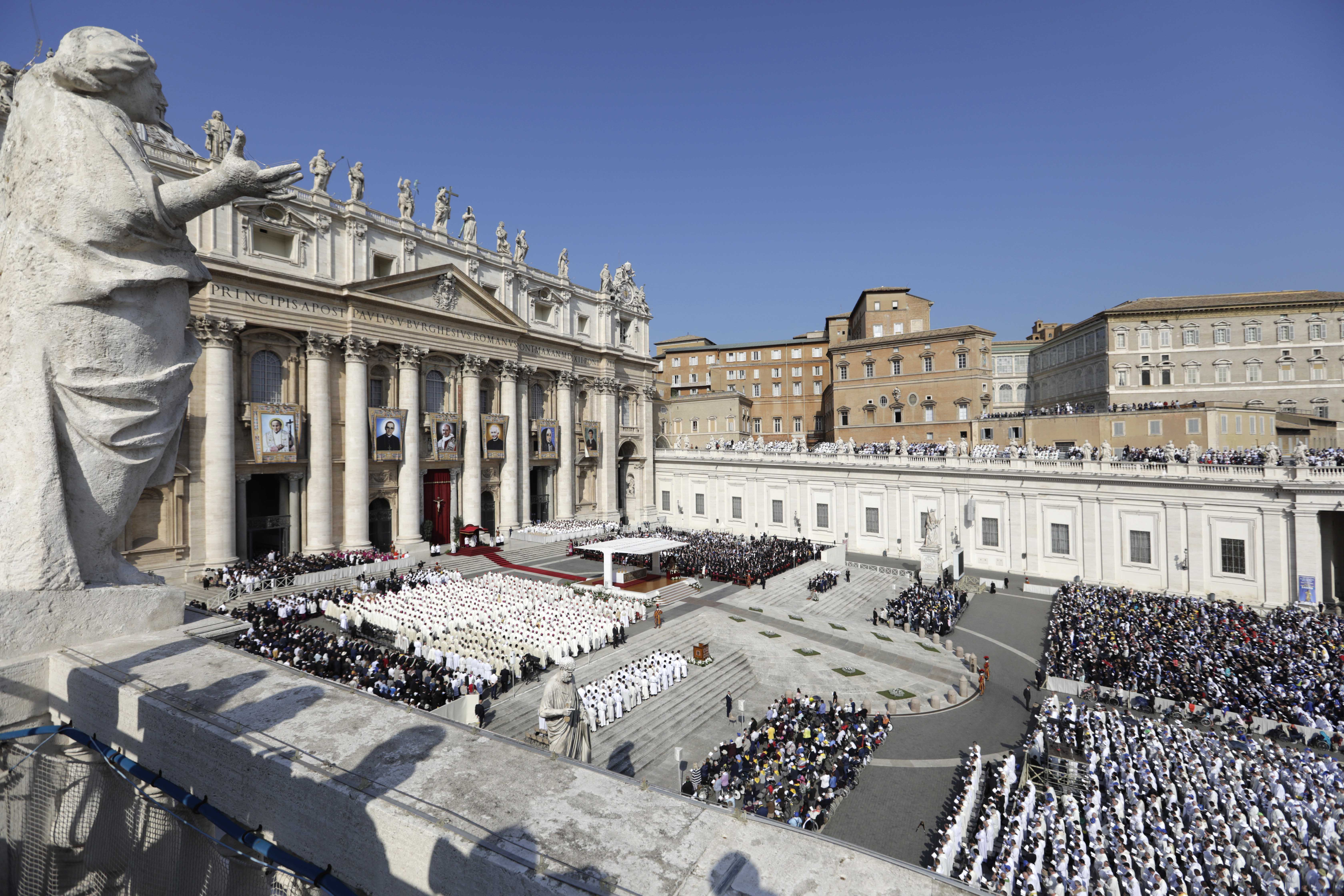
Церемония канонизации Сульприцио, 14 октября 2018 года.

Папа Пий IX провозгласил его слугой Божьим 9 июля 1859 года. Папа Лев XIII объявил его досточтимым 21 июня 1891 года, признав, что Сульприцио прожил образцово благочестивую жизнь. Папа назвал его образцом для подражания для рабочих всех возрастов. 
Папа Иоанн XXIII одобрил его беатификацию незадолго до своей смерти; его преемник — Павел VI — причислил Сульприцио к лику блаженных 1 декабря 1963 года в соборе Святого Петра. 
Был канонизирован папой Франциском на мессе на площади Святого Петра 14 октября 2018 года.
День его памяти ежегодно отмечается 5 мая.